# Pantepuisaurus rodriguesi
Pantepuisaurus rodriguesi là một loài thằn lằn trong họ Gymnophthalmidae. Loài này được Kok mô tả khoa học đầu tiên năm 2009.